# 北海道道338号大沼公园线
北海道道338号大沼公园线（日语：北海道道338号大沼公園線）是一条连接北海道七飯町和森町的普通道级道路（北海道道）。绕过大沼，从小沼東側通过。

## 道路概况
- 起点：北海道龟田郡七飯町字大沼町（＝北海道道43号大沼公园鹿部线上）
- 終点：北海道龟田郡七飯町字大沼町（＝国道5号交点）
- 总長：14.8千米
- 重用区間：
  - 七飯町字大沼町－七飯町字西大沼（北海道道43号大沼公園鹿部線）
  - 七飯町字大沼町（北海道道43号大沼公園鹿部線）

## 经过的自治体
- 渡岛综合振兴局
  - 龟田郡七飯町 - 茅部郡森町 - 七飯町 - 森町 - 七飯町

## 主要连接道路
- 七飯町
  - 北海道道43号大沼公园鹿部线＝西大沼（起点）
  - 北海道道43号大沼公園鹿部線＝大沼町（重复使用）
  - 国道5号＝大沼町（终点）

## 主要橋梁
- 月見橋（大沼和小沼水路）＝七飯町字西大沼－七飯町字大沼町（道道43号重复使用区間）

## 历史
- 1994年10月1日 路線编号变更为338号。（平成6年北海道告示第1468号）

## 沿線
- 森林公園＝七飯町字西大沼
- 大岩園地＝森町字赤井川（大沼北側）
- 流山温泉＝七飯町字東大沼
- 大沼国定公園＝七飯町字大沼町

## 其他
- 为了将新幹線200系電車线路延伸至流山温泉，以及设置待避所等工程而进行道路的拓宽工程。